# Monergismo

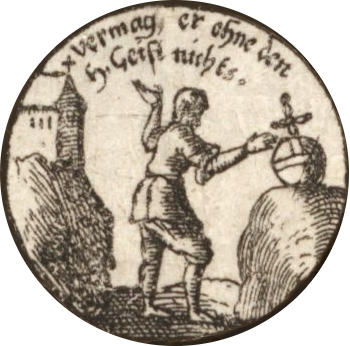
Monergismo.

En la teología protestante el monergismo es la teoría según la cual el Espíritu Santo es el único agente eficiente en la regeneración (El acto por el cual Dios, a través del Espíritu Santo, infunde vitalidad espiritual en el alma de una persona, que le prepara para una nueva creación) pues la voluntad humana no tiene inclinación hacia la santidad hasta que ha sido regenerada y por lo tanto no puede cooperar en la regeneración.
La posición contraria sería la del sinergismo, según la cual Dios y los individuos cooperan para obtener la salvación.